# St. Sebastian (Oettingen in Bayern)

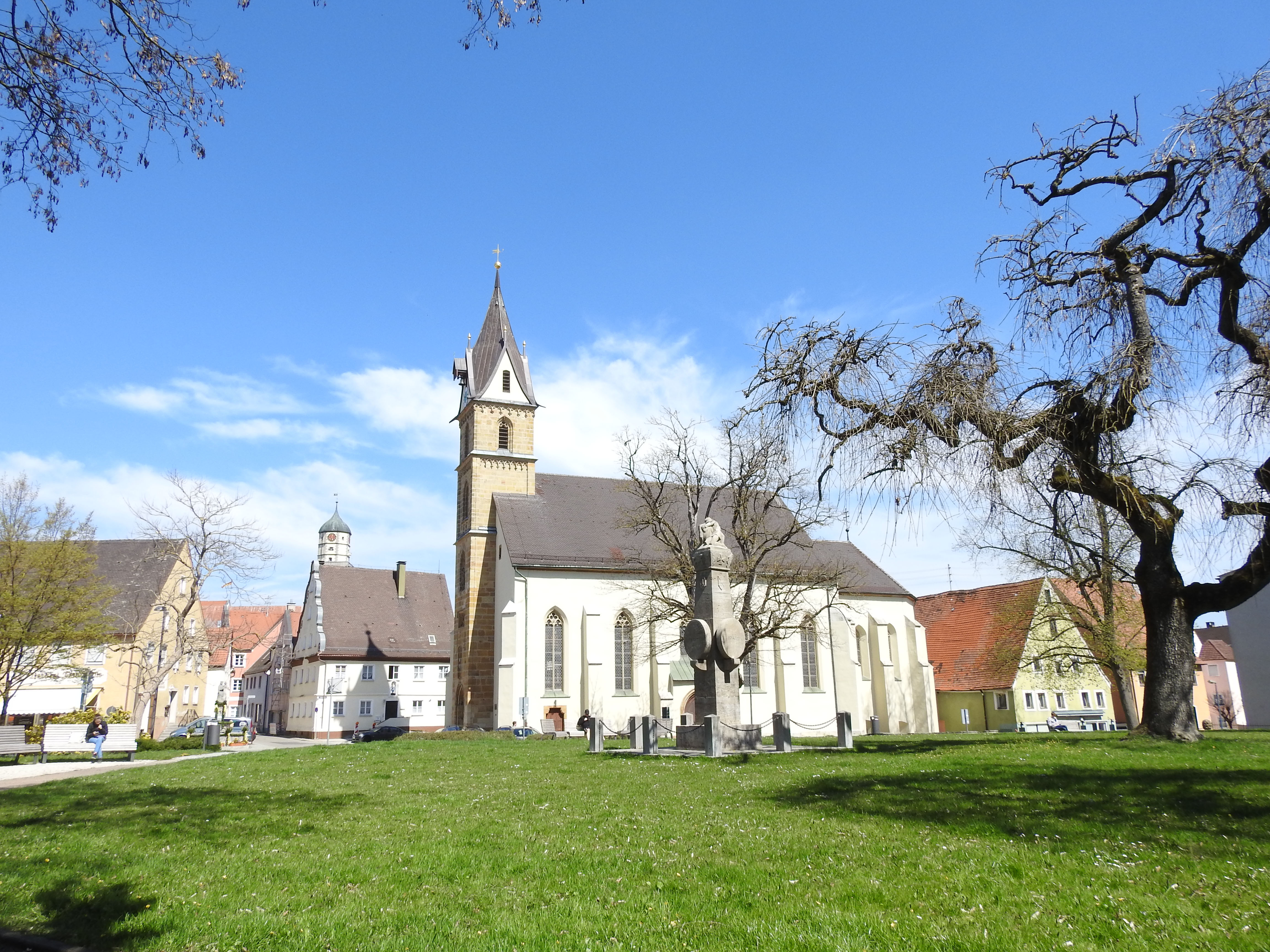
St. Sebastian in Oettingen in Bayern

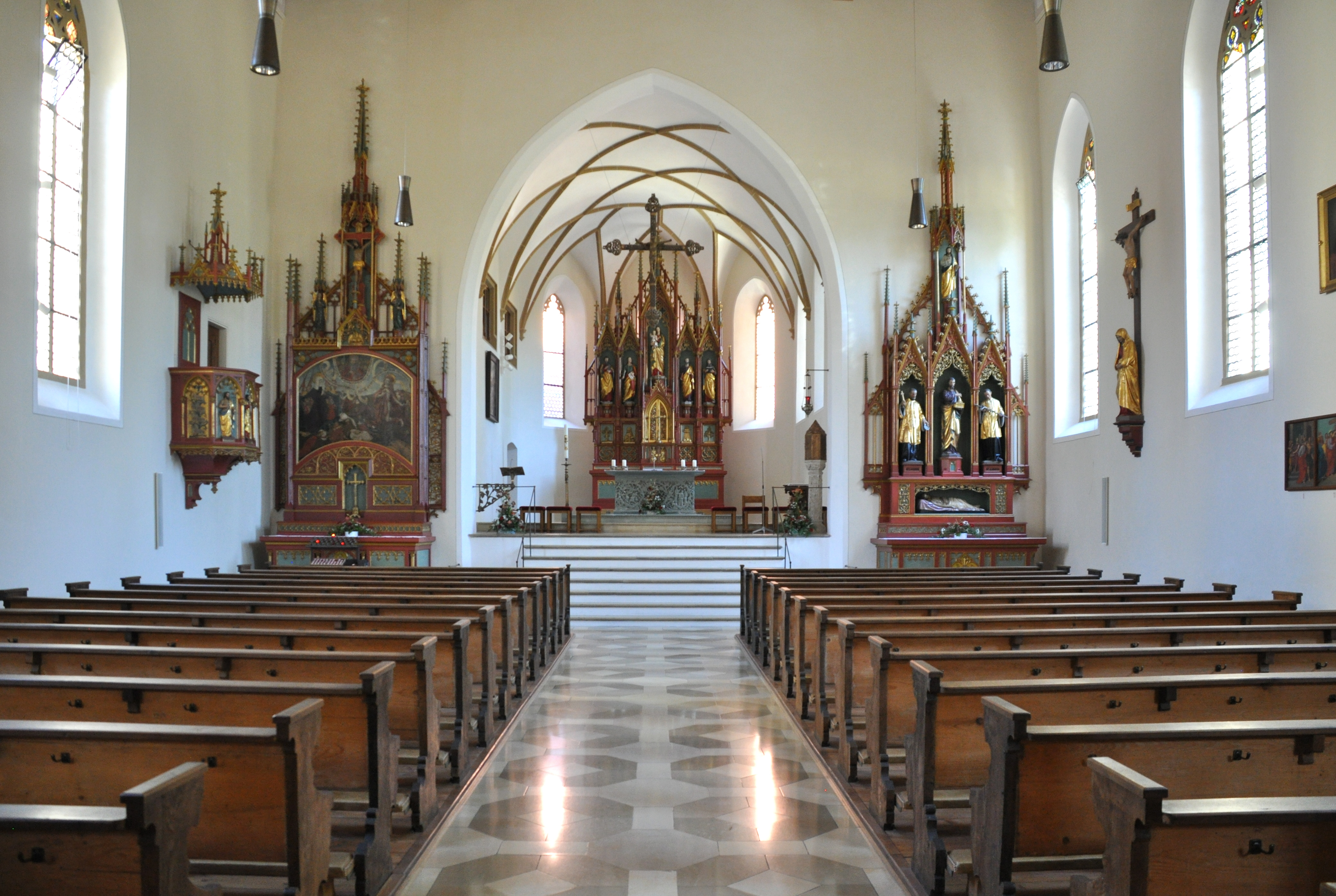
Blick zum Chor

St. Sebastian ist die römisch-katholische Pfarrkirche in Oettingen in Bayern, einer Stadt im schwäbischen Landkreis Donau-Ries in Bayern. Das denkmalgeschützte Bauwerk ist in der Liste der Baudenkmäler in Oettingen in Bayern unter der Nr. D-7-79-197-21 eingetragen. Die Pfarrei gehört zum Dekanat Nördlingen des Bistums Augsburg.

## Beschreibung
Eine Kapelle wurde 1467 aufgrund eines Blutwunders errichtet. Danach blühte die Wallfahrt auf. Die Kapelle wurde 1469–1471 durch eine Saalkirche ersetzt. Sie besteht aus einem nach Plänen von Anton von Braunmühl 1849–1851  errichteten Langhaus mit fünf Achsen, einem eingezogenen, dreiseitig geschlossenen Chor über einer Krypta im Osten, die beide durch Strebepfeiler gestützt werden, einer Sakristei an der Nordwand des Chors. Der Kirchturm auf quadratischem Grundriss aus Quadermauerwerk ist in die die Fassade im Westen eingestellt. Das oberstes Geschoss beherbergt den Glockenstuhl. 1486 wurde dem Turm ein Rheinischer Helm aufgesetz.
Der Innenraum des Langhauses ist mit einer Holzbalkendecke überspannt, der des Chors mit einem Netzgewölbe. Eine um 1470/80 entstandene Schutzmantelmadonna wird dem Umkreis von Friedrich Herlin zugeschrieben. 

## Orgel
Die Orgel auf der oberen der zwei Emporen im hinteren Teil der Kirche mit 22 Registern auf zwei Manualen und Pedal wurde von G. F. Steinmeyer & Co. im Jahr 1914 neu in das Gehäuse der Vorgängerorgel von 1852 des gleichen Herstellers eingebaut. Die Disposition lautet:
| I Manual C–a3 |     |
| Bourdon       | 16′ |
| Principal     | 8′  |
| Gamba         | 8′  |
| Wienerflöte   | 8′  |
| Gedeckt       | 8′  |
| Octav         | 4′  |
| Flöte         | 4′  |
| Mixtur IV     | 2′  |
| (Octav 2′)    |     |

| II Manual C–a3   |       |
| Geigenprincipal  | 8′    |
| Salicional       | 8′    |
| Orchesterflöte   | 8′    |
| Vox coelestis    | 8′    |
| Lieblich Gedeckt | 8′    |
| Fugara           | 4′    |
| Sesquialtera     | 2 ⁄3′ |
| Oboe             | 8′    |

| Pedal C–f1       |     |
| Violon           | 16′ |
| Subbaß           | 16′ |
| (Bourdonbaß 16′) |     |
| Octavbaß         | 8′  |
| (Basson 16′)     |     |

- Koppeln: II/I, Uk II/I, Ok II/I

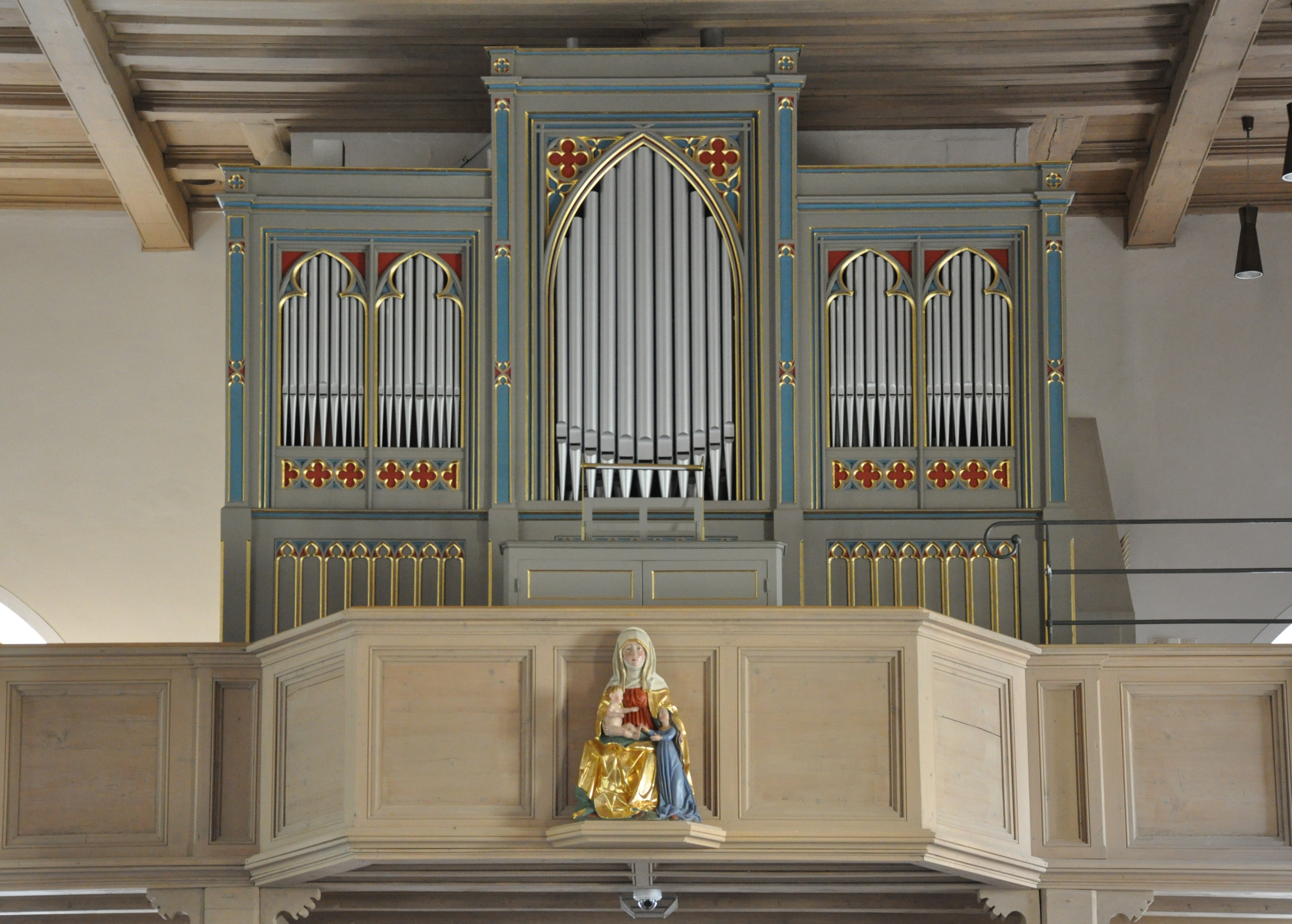
Die Steinmeyer-Orgel

- Spielhilfen: Ok II, Uk II, Crescendo, freie Kombination, Tutti, Pianopedal
- Bemerkungen: Taschenlade, pneumatische Traktur

## Glocken
Im Turm von St. Sebastian hängt ein sechsstimmiges Glockengeläut, das aus vier historischen Kirchenglocken und zwei neuen Glocken von 2010 aus der Glockengießerei Grassmayr (Innsbruck) besteht.
| Glocke | Name          | Schlagton | Gussjahr | Gewicht | Durchmesser | Höhe  |
| ------ | ------------- | --------- | -------- | ------- | ----------- | ----- |
| 1      | Gloriosa      | ges′      | 1566     | 939 kg  | 118 cm      | 97 cm |
| 2      | Angelusglocke | g′        | 1566     | 780 kg  | 106 cm      | 87 cm |
| 3      | Josefsglocke  | b′        | 2010     | 428 kg  | 88 cm       | 71 cm |
| 4      | Taufglocke    | c″        | 1566     | 310 kg  | 80 cm       | 67 cm |
| 5      | Petrusglocke  | es″       | 2010     | 174 kg  | 65 cm       | 53 cm |
| 6      | Totenglocke   | f″        | 1734     | 83 kg   | 51 cm       | 39 cm |

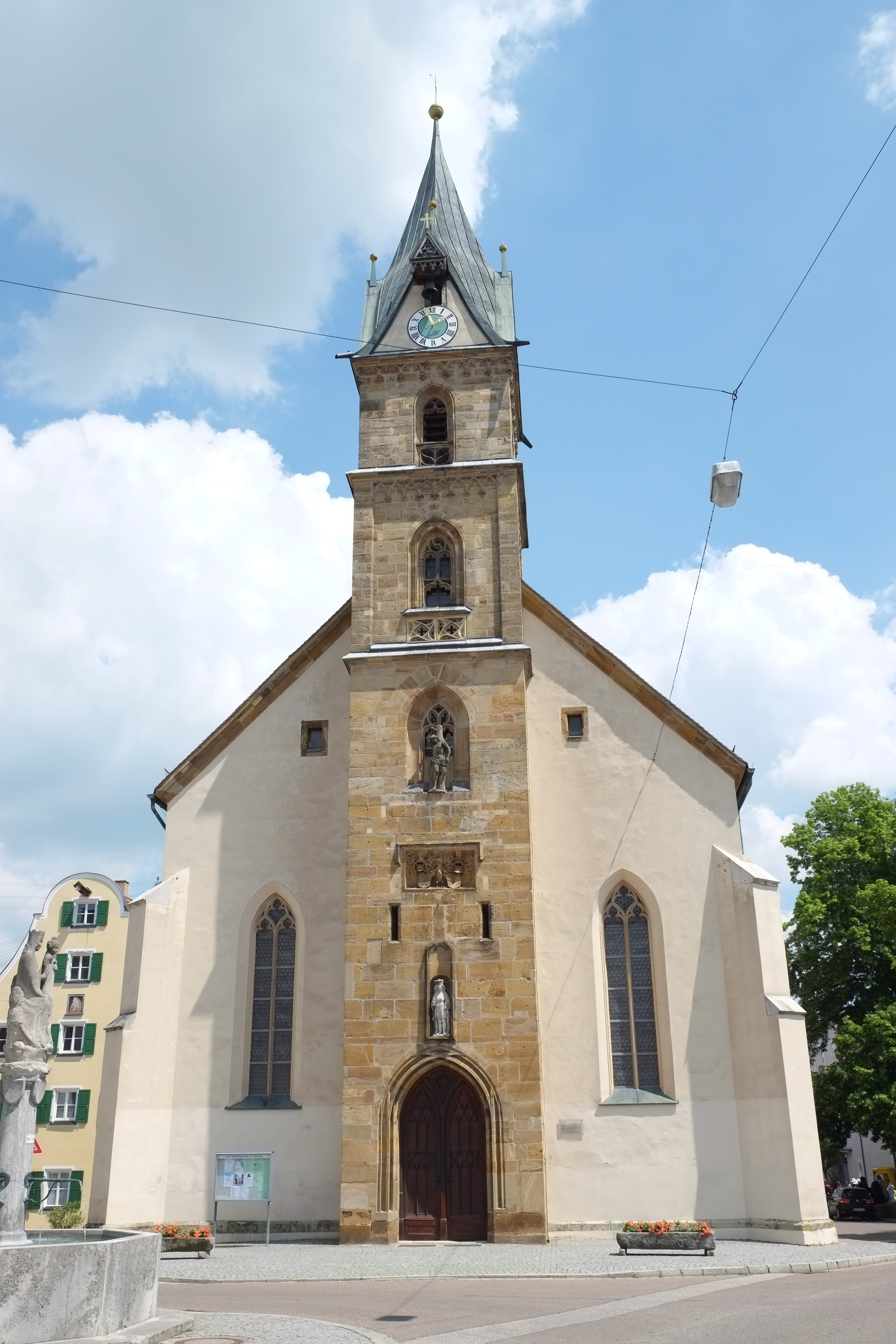
St. Sebastian von Westen

Die kleine Totenglocke hängt außen am Westgiebel des Turms über dem Zifferblatt der Turmuhr.